# Nehuén Paz
Nehuén Mario Paz (Buenos Aires,  28 de abril de 1993) es un futbolista argentino que juega como defensa en el Club Atlético Huracán, de la Primera División de Argentina.

## Trayectoria

### All Boys
Llega al albo, desde las divisiones inferiores de Estudiantes de La Plata. Debutó en la 8.ª fecha del Torneo Inicial 2013, frente a River Plate, con Julio César Falcioni como entrenador.

### Newell's
En el año 2015 se concretó la transferencia del defensor a Newell's Old Boys. La venta se realizó por el 70% de los derechos económicos de los cuales el 20% quedaría para la entidad de Floresta, mientras que el otro 10% sería para un ente privado. Nehuén Paz convierte su primer gol en primera división enfrentando a Godoy Cruz.

### Bologna
El 30 de enero de 2018 se oficializó la venta del jugador al Bologna de Italia a cambio de 800 mil euros tras una larga negociación. Tras una cesión fallida al Montreal Impact de Canadá, el jugador volvería a jugar en Argentina en el club Lanús.

### Lanús
El 2 de febrero de 2018 se confirmó la cesión del jugador al club Lanús por seis meses sin opción de compra para disputar el Campeonato de Primera División 2017-18. En el club granate se reencontraría con Leonel Di Plácido, compañero de equipo e inferiores de All Boys.

### Lecce
Para febrero de 2020 llega a Lecce equipo de la primera división de Italia para luchar la permanencia. Llega a préstamo del Bologna con una opción de compra estipulada en 2 millones de Euros.

### Kayserispor
En febrero de 2021, el defensor argentino se  incorpora al Kayserispor turco cedido hasta final de temporada por el Bolonia italiano.

### Crotone
En agosto de 2021, es presentado en Crotone de la segunda división de la liga italiana .

### Universidad Católica
Llega a Chile en febrero del 2022. Contratado por recomendación de Gary Medel, quien fuera compañero suyo en Bologna, disputó un total de 13 encuentros con la camiseta de "los Cruzados", quienes fueron parte de la Copa Libertadores 2022 y también de la Copa Sudamericana 2022. En julio de 2022, se va a préstamo sin cargo y sin opción a Estudiantes de La Plata hasta finales de diciembre del mismo año.

### Estudiantes de La Plata
Nehuén Paz tuvo un paso por las divisiones inferiores de Estudiantes hasta el 2011, momento en el cual quedó en libertad de acción y recaló en All Boys. En 2014, estuvo cerca de regresar, con Mauricio Pellegrino como DT, algo que finalmente no sucedió.
El 28 de julio de 2022, llega como refuerzo en calidad de préstamo sin cargo y sin opción, para disputar el torneo local y la Copa Libertadores 2022. El 1 de agosto de 2022 es presentado oficialmente.
El 4 de agosto de 2022, ingresa a los 76 minutos por Fernando Zuqui en el empate 0 a 0 con el Club Athletico Paranaense en Curitiba, Brasil, por los cuartos de final de la Copa Libertadores.

### Retorno a Universidad Católica
Tras su préstamo por estudiantes retorna a Chile en 2023. Pese a ello el defensor no fue inscrito por la Universidad Católica para el campeonato nacional y buscó salir lo antes posible, sin embargo, dicha opción nunca se concretó. El 26 de enero de 2024, luego de no ser incluido en la temporada 2023 y no ser considerado para el período actual, el defensor rescindió su vínculo de manera anticipada con el club, contrato que tenía hasta diciembre de 2025.

## Estadísticas

### Clubes
| Equipo                       | Div.                | Temporada           | Liga  | Liga  | Copas nacionales | Copas nacionales | Torneos internacionales | Torneos internacionales | Total | Total |
| Equipo                       | Div.                | Temporada           | Part. | Goles | Part.            | Goles            | Part.                   | Goles                   | Part. | Goles |
| ---------------------------- | ------------------- | ------------------- | ----- | ----- | ---------------- | ---------------- | ----------------------- | ----------------------- | ----- | ----- |
| All Boys Argentina           | 1.ª                 | 2013-14             | 19    | 0     | —                | —                | —                       | —                       | 19    | 0     |
| All Boys Argentina           | 2.ª                 | 2014                | 16    | 0     | 1                | 0                | —                       | —                       | 17    | 0     |
| All Boys Argentina           | Total               | Total               | 35    | 0     | 1                | 0                | 0                       | 0                       | 36    | 0     |
| Newell's Old Boys Argentina  | 1.ª                 | 2015                | 14    | 1     | —                | —                | —                       | —                       | 14    | 1     |
| Newell's Old Boys Argentina  | 1.ª                 | 2016                | 10    | 1     | —                | —                | —                       | —                       | 10    | 1     |
| Newell's Old Boys Argentina  | 1.ª                 | 2016-17             | 20    | 0     | 1                | 0                | —                       | —                       | 21    | 0     |
| Newell's Old Boys Argentina  | 1.ª                 | 2017-18             | 11    | 0     | 1                | 0                | —                       | —                       | 12    | 0     |
| Newell's Old Boys Argentina  | Total               | Total               | 55    | 2     | 2                | 0                | 0                       | 0                       | 57    | 2     |
| Lanús Argentina              | 1.ª                 | 2017-18             | 3     | 0     | —                | —                | 1                       | 0                       | 4     | 0     |
| Lanús Argentina              | Total club          | Total club          | 3     | 0     | 0                | 0                | 1                       | 0                       | 4     | 0     |
| Bologna · Italia             | 1.ª                 | 2018-19             | 2     | 0     | —                | —                | —                       | —                       | 2     | 0     |
| Bologna · Italia             | 1.ª                 | 2019-20             | 3     | 0     | 1                | 0                | —                       | —                       | 4     | 0     |
| Bologna · Italia             | 1.ª                 | 2020-21             | 6     | 1     | 1                | 0                | —                       | —                       | 7     | 1     |
| Bologna · Italia             | Total club          | Total club          | 11    | 1     | 2                | 0                | 0                       | 0                       | 13    | 1     |
| Lecce · Italia               | 1.ª                 | 2019-20             | 13    | 0     | —                | —                | —                       | —                       | 13    | 0     |
| Lecce · Italia               | Total club          | Total club          | 13    | 0     | 0                | 0                | 0                       | 0                       | 13    | 0     |
| Kayserispor Turquía          | 1.ª                 | 2020-21             | 12    | 1     | —                | —                | —                       | —                       | 12    | 1     |
| Kayserispor Turquía          | Total club          | Total club          | 12    | 1     | 0                | 0                | 0                       | 0                       | 12    | 1     |
| F. C. Crotone · Italia       | 2.ª                 | 2021-22             | 13    | 0     | 1                | 0                | —                       | —                       | 14    | 0     |
| F. C. Crotone · Italia       | Total club          | Total club          | 13    | 0     | 1                | 0                | 0                       | 0                       | 14    | 0     |
| Universidad Católica · Chile | 1.ª                 | 2022                | 8     | 0     | 0                | 0                | 5                       | 0                       | 13    | 0     |
| Universidad Católica · Chile | 1.ª                 | 2023                | 0     | 0     | 0                | 0                | 0                       | 0                       | 0     | 0     |
| Universidad Católica · Chile | Total club          | Total club          | 8     | 0     | 0                | 0                | 5                       | 0                       | 13    | 0     |
| Estudiantes (LP) Argentina   | 1.ª                 | 2022                | 7     | 0     | 0                | 0                | 1                       | 0                       | 8     | 0     |
| Estudiantes (LP) Argentina   | Total club          | Total club          | 7     | 0     | 0                | 0                | 1                       | 0                       | 8     | 0     |
| Total en su carrera          | Total en su carrera | Total en su carrera | 157   | 4     | 6                | 0                | 7                       | 0                       | 170   | 4     |
| 1. 2. 3.                     |                     |                     |       |       |                  |                  |                         |                         |       |       |